# Позин, Гари Моисеевич
Гари Моисеевич Позин (род. 1940) — советский и российский учёный, доктор технических наук (1992), профессор (1996).

## Биография
В 1962 окончил Харьковский инженерно-строительный институт по специальности «теплогазоснабжение и вентиляция», и в 1968 окончил Воронежский государственный университет по специальности «математика». В течение десятилетия, 1962 по 1972 был сотрудником института Гипронисельпром, где прошёл путь от инженера до руководителя лаборатории. В 1969 защитил в НИИ строительной физики диссертацию на соискание учёной степени кандидата технических наук. С 1972 по 1996 работал в лаборатории промышленной вентиляции НИИ охраны труда в Ленинграде на должностях старшего научного сотрудника и заведующего сектором. В 1992 защитил диссертацию и ему была присуждена учёная степень доктора технических наук. С 1996 работает в Санкт-Петербургском государственном университете промышленных технологий и дизайна на кафедре безопасности жизнедеятельности. Является членом диссертационного совета СПбГАСУ, членом президиума НП «АВОК Северо-Запад», членом редакционного совета информационного бюллетеня Академического центра теплоэнергоэффективных технологий. В 2008 награждён медалью М. И. Гримитлина «За значительный вклад в науку ОВК и развитие межрегиональных связей».

## Научная деятельность
Является соавтором патентов на изобретения. Выступает с лекциями в Петербургском институте иудаики. Основные направления научной деятельности связаны с изучением актуальных проблем промышленной вентиляции, организацией воздухообмена в производственных зданиях, расчётом вентиляционных струй, теорией местных воздуховодов, а также строительной теплофизики сельскохозяйственных и производственных зданий. Автор более 275 научных и учебно-методических трудов, опубликованных в Российской Федерации и за рубежом, в том числе 3 монографии (в соавторстве) и 8 авторских свидетельств.

## Публикации
- Позин Г. М. Общество охранения здоровья еврейского населения: документы, факты, имена. «Тетра», 2007[9].
- Позин Г. М. Об отцах-основателях ОЗЕ. Новые исследования по еврейской истории. Материалы ХIХ Международной ежегодной конференции по иудаике. Т. III. Академическая серия. Вып. 42. М., 2012. С. 90–103[10][11].
- Позин Г. М., Уляшева В. М. Распределение параметров воздуха в помещениях с источниками тепловыделений. Magazine of Civil Engineering, 2012[12].
- Позин Г. М., Уляшева В. М. Воздушно-тепловой режим помещений с источниками тепловыделений. Приволжский научный журнал, 2013[13].
- Гримитлин А. М., Позин Г. М. Вентиляция и отопление судостроительных производств. Magazine of Civil Engineering, 2013[14].